# NGC 6209
NGC 6209 est une vaste galaxie spirale située dans la constellation de l'Oiseau de paradis. Sa vitesse par rapport au fond diffus cosmologique est de 5 916 ± 11 km/s, ce qui correspond à une distance de Hubble de 87,3 ± 6,1 Mpc (∼285 millions d'al). NGC 6209 a été découverte par l'astronome britannique John Herschel en 1835.
La classe de luminosité de NGC 6209 est II-III. Elle renferme également des régions d'hydrogène ionisé (HII).
À ce jour, 13 mesures non basées sur le décalage vers le rouge (redshift) donnent une distance de 76,008 ± 6,077 Mpc (∼248 millions d'al), ce qui est à l'intérieur des valeurs de la distance de Hubble. Notons cependant que c'est avec la valeur moyenne des mesures indépendantes, lorsqu'elles existent, que la base de données NASA/IPAC calcule le diamètre d'une galaxie et qu'en conséquence le diamètre de NGC 6209 pourrait être d'environ 63,5 kpc (∼207 000 al) si on utilisait la distance de Hubble pour le calculer.

## Supernova
Deux supernovas furent observées au sein de NGC 6209 entre 1990 et 2010. La supernova SN 2014ca s'est produite dans une galaxie voisine située au nord-ouest de NGC 6209.

### SN 1998cx
Cette supernova a été découverte le 4 juillet 1998 par Alexander Wassilieff à Palmerston North en Nouvelle-Zélande. D'une magnitude apparente de 17,8 au moment de sa découverte, elle était de type-Ia.

### SN 2009fz
Cette supernova a été découverte le 8 juin 2009 par G. Pignata et al. à l'observatoire Cerro Tololo au Chili dans le cadre du programme de recherche de supernovas CHASE (CHilean Automatic Supernova sEarch),. D'une magnitude apparente de 16,5 au moment de sa découverte, elle était de type IIb.

### SN 2014ca

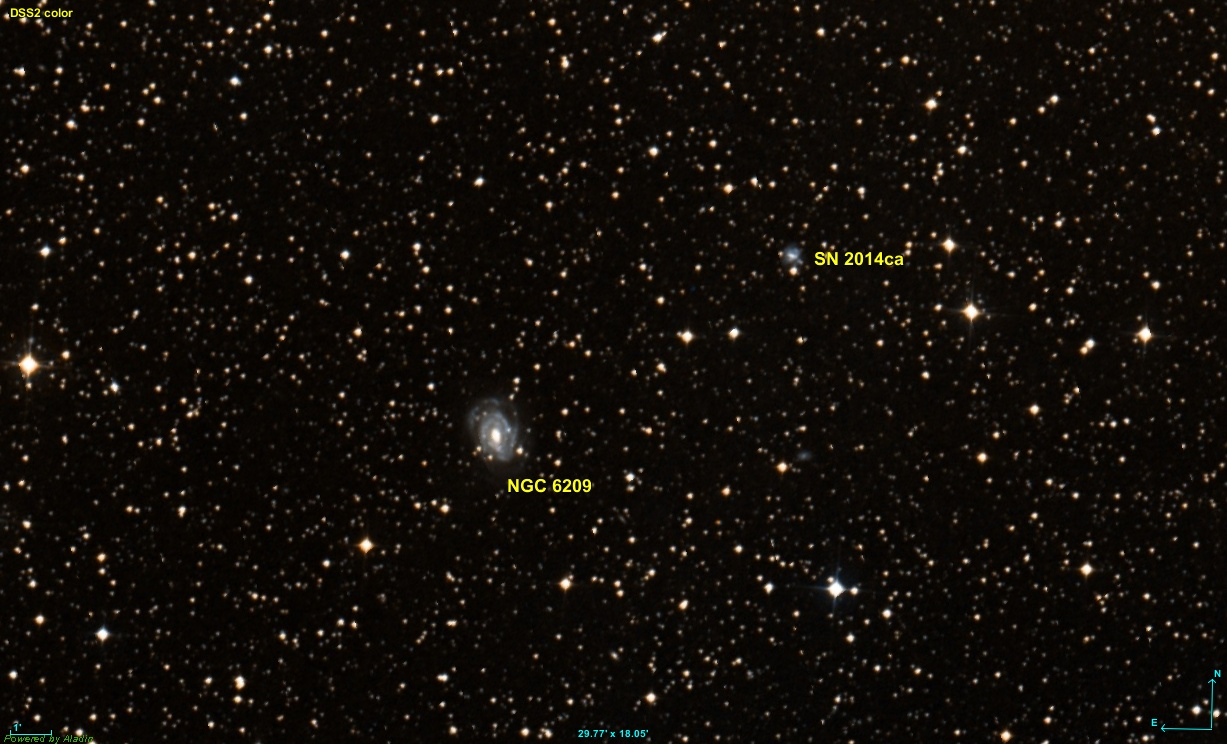
Emplacement de la supernova SN 2014ca au nord-ouest de NGC 6209.

Cette supernova a été découverte le 10 mai 2014 par S. Parker dans la région de Canterbury, en Nouvelle-Zélande. Cette supernova ne s'est pas produite à proprement parler au sein de NGC 6209, mais dans la petite galaxie voisine 2MASx J16532192-7230514, au nord du noyau de cette dernière aux coordonnées 16h 53m 20,94s et -72° 30′ 52,0″. D'une magnitude apparente de 17,3 au moment de sa découverte, elle était de type II.